# Berchaire (abbé)
Pour les articles homonymes, voir Berchaire.
Berchaire, aussi connu sous le nom de saint Berchaire, (vers 620-696) est un noble et un abbé du haut Moyen Âge qui est plus tard canonisé.

## Biographie
Fuyant le pouvoir royal et celui du clergé, Berchaire cherche à fonder une abbaye ex nihilo, en ermite, afin de revenir aux principes premiers dictés par la Bible et la Règle de saint Colomban. Après avoir tenté de créer un monastère à Reims, Luxueil, de nouveau Reims, Hautvillers et Puellemontier en Champagne-Ardenne, c'est à Montier-en-Der dans la Haute-Marne qu'il fonde enfin son abbaye, qui subsistera jusqu'en 1790.
Très rapidement, son aura religieuse touche les populations environnantes qui se mettent sous son autorité monastique. Montier-en-Der et Puellemontier, distantes de 7 km, forment une double abbaye durant la vie de Berchaire. Proféminin, il établit des abbesses à Puellemontier. Très prophétique, il annonce sa mort aux religieuses. Son caractère excessif sur le plan religieux lui portera malheur, puisqu'après avoir frappé un moine, il est victime d'un coup de poignard durant sa sieste, en 696. 
De l'abbaye de Montier-en-Der a subsisté un document très précieux, le Polyptyque de Montier-en-Der, dont l'abbé Charles Lalore, en 1878 fit une retranscription. Il s'agit d'une liste des biens fonciers du domaine de Montier-en-Der, élaborée à partir d'environ 845, et classant les localités du territoire de l'abbaye sous forme de brefs.

## Hommage
Il a été fait Chevalier de l'Ordre du Der à titre posthume en 2014 par la confrérie du même nom. 

### Liens
- Notice dans un dictionnaire ou une encyclopédie généraliste :   - Deutsche Biographie
- Notices d'autorité :   - VIAF
  - GND